# Kożuun kyzylski
Kużuun kyzylski (ros. Кызыльский кожуун) – kożuun (jednostka podziału administracyjnego w Tuwie, odpowiadająca rejonowi w innych częściach Rosji) w
środkowej części autonomicznej rosyjskiej republiki Tuwy.
Kużuun kyzylski zamieszkuje 22.411 mieszkańców (1 stycznia 2006 r.); ok. 55% populacji (12 421 osób) stanowi ludność wiejska.
Ośrodkiem administracyjnym tej jednostki podziału terytorialnego jest osiedle typu miejskiego Kaa-Chiem liczące 9.990 mieszkańców (2006 r.)